# 柑橘魮脂鯉
柑橘魮脂鯉，為輻鰭魚綱脂鯉目脂鯉科的其中一個種，為熱帶淡水魚，分布於南美洲塔帕若斯河支流特利斯皮里斯河支流的Rio Braço Norte流域。